# Guerra sino-vietnamita
La guerra sino-vietnamita fu un breve ma intenso conflitto armato che si sviluppò dal 17 febbraio al 16 marzo 1979 tra la Repubblica Popolare Cinese e la Repubblica Socialista del Vietnam. Il conflitto è noto in Vietnam come "guerra contro l'espansionismo cinese" (in vietnamita: Chiến tranh chống bành trướng Trung Hoa), e in Cina come "contrattacco difensivo contro il Vietnam" (in cinese: 对越自卫反击战, pinyin: duì yuè zìwèi fǎnjī zhàn); il conflitto viene poi talvolta indicato come "terza guerra d'Indocina", locuzione usata anche per indicare la contemporanea guerra cambogiana-vietnamita.
Il conflitto fu il risultato del clima di tensione cresciuto tra le due nazioni, dovuto al sostegno dato dal Vietnam all'Unione Sovietica (in quel momento in aperto contrasto con la Cina) e acuitosi dopo l'invasione vietnamita della Cambogia e la deposizione del regime dei Khmer Rossi, tradizionali alleati dei cinesi. In quella che fu concepita principalmente come una "spedizione punitiva" e non come un vero e proprio tentativo di conquista, le truppe cinesi avanzarono oltre il confine e catturarono alcune cittadine nei pressi della frontiera, salvo poi decidere di cessare le ostilità e ritirarsi spontaneamente il 5 marzo 1979; entrambe le parti rivendicarono la vittoria anche se di fatto la situazione tornò allo stato precedente il conflitto.

## Antefatti
Fin dall'inizio della lotta contro la dominazione coloniale francese prima e del conflitto contro Stati Uniti e Vietnam del Sud poi, la Repubblica Popolare Cinese si schierò a sostegno dei comunisti vietnamiti, fornendo rifugi e armi al movimento del Viet Minh e poi aiuti militari ed economici al Vietnam del Nord. Già durante il conflitto contro gli statunitensi però emersero i primi contrasti tra le due nazioni: la visita del presidente statunitense Richard Nixon a Pechino il 21 febbraio 1972 e il conseguente riavvicinamento diplomatico tra le due nazioni impensierirono il governo di Hanoi, preoccupato che i cinesi potessero barattare il miglioramento delle relazioni con gli Stati Uniti con l'abbandono del sostegno alla lotta per la riunificazione del Vietnam; dall'altro lato, Pechino era preoccupata per il crescente invio di aiuti militari e truppe vietnamite in sostegno al movimento del Pathet Lao, impegnato in una dura guerra civile nel vicino Laos, temendo che ciò fosse il preludio per un'estensione dell'influenza di Hanoi sul paese.
Le frizioni tra Hanoi e Pechino andarono poi a inserirsi nell'ambito del più ampio contrasto tra la Cina e l'Unione Sovietica: sorto già negli anni cinquanta dopo la morte di Stalin e il rigetto dei principi dello stalinismo ad opera del suo successore Chruščёv, questo contrasto si trasformò in crisi aperta tra le due nazioni sul finire degli anni sessanta dopo gli eventi della "Grande rivoluzione culturale" in Cina; alle dispute dottrinali e politiche fecero seguito quelle territoriali, e tra il marzo e il settembre del 1969 vi furono scontri tra truppe cinesi e sovietiche lungo il fiume Ussuri e in altri punti contestati della frontiera tra le due nazioni.
Il Vietnam del Nord aveva cercato di mantenere una posizione di neutralità nella disputa sino-sovietica, anche perché entrambe le nazioni erano impegnate a rifornirlo di aiuti militari ed economici con cui fare fronte al lungo conflitto contro statunitensi e sudvietnamiti; la fine della guerra e la riunificazione nazionale nell'aprile del 1975, tuttavia, iniziarono a incrinare questo stato di precario equilibrio: la rivendicazione di un ruolo di potenza regionale da parte del Vietnam era giudicata come inaccettabile dalla Cina, e per tutta risposta la leadership di Hanoi intraprese un progressivo avvicinamento all'URSS, culminato con la firma di un trattato di amicizia e collaborazione nel novembre del 1978. Ad acuire le tensioni tra Hanoi e Pechino intervenne poi la questione cambogiana: il nuovo regime di ispirazione maoista dei Khmer rossi di Pol Pot, insediatosi a Phnom Penh al termine di una sanguinosa guerra civile, riaprì vecchie contese territoriali nei confronti del Vietnam, culminate in scontri e scaramucce tra le opposte forze durante tutto il 1976; l'anno successivo, in risposta a nuove incursioni transfrontaliere dei Khmer Rossi, l'esercito popolare vietnamita (Quân Đội Nhân Dân Việt Nam) iniziò a condurre massicce puntate offensive nella Cambogia orientale.
Nel febbraio del 1978, mentre i Khmer Rossi erano intenti a rafforzare le proprie forze armate grazie agli aiuti cinesi, il Comitato Centrale del Partito Comunista del Vietnam deliberò l'approntamento di piani per invadere la Cambogia e deporre il regime di Pol Pot. L'azione scattò ai primi di dicembre del 1978: 350 000 soldati vietnamiti invasero la Cambogia e, grazie a una netta superiorità in mezzi corazzati, artiglieria e aerei da combattimento, distrussero le principali forze da combattimento dei Khmer Rossi; il 7 gennaio 1979 i vietnamiti presero Phnom Penh e vi insediarono un governo fantoccio a loro favorevole (Repubblica Popolare di Kampuchea), mentre Pol Pot e i resti del suo movimento si rifugiavano nelle regioni occidentali, da dove diedero vita a un movimento di resistenza contro gli invasori.
La presa di Phnom Penh da parte dei vietnamiti scatenò le ire della Cina: il 15 febbraio 1979 Deng Xiaoping, vicepremier e vicepresidente del comitato centrale del Partito Comunista Cinese ma soprattutto capo di stato maggiore dell'esercito, annunciò che la Cina era pronta a condurre una "spedizione punitiva" contro il Vietnam, adducendo a pretesto le presunte vessazioni di cui erano oggetto i vietnamiti di origine cinese (Hoa) e la disputa territoriale circa il controllo delle isole Spratly, rivendicate sia dalla Cina che dal Vietnam; Deng non riteneva che l'URSS sarebbe stata in grado di aiutare i suoi alleati vietnamiti sia a causa della distanza geografica che della pericolosità bellica della Cina, ma in ogni caso un considerevole raggruppamento di forze cinesi fu ammassato al confine sovietico.

## La guerra

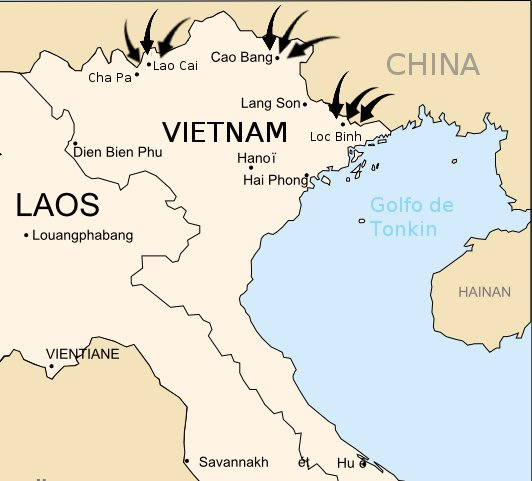
Principali linee d'attacco delle forze cinesi durante la guerra

Il 17 febbraio 1979 le forze cinesi varcarono il confine dirigendosi verso Hanoi. L'Esercito Popolare di Liberazione cinese aveva ammassato più di 600 000 uomini e 400 carri armati al confine vietnamita, anche se poi solo una parte fu effettivamente coinvolta negli scontri: a ovest tre corpi d'armata (l'11º, il 13º e il 14º), agli ordini del generale Yang Dezhi, dovevano puntare sulla città di Lao Cai, mentre a est i sei corpi d'armata (41º, 50º, 42º, 54º, 55º e 43º) del generale Xu Shiyou dovevano prendere Cao Bằng e il capoluogo provinciale di Lạng Sơn, posto ad appena 120 chilometri da Hanoi. L'esercito vietnamita fu colto impreparato dall'attacco cinese: agli ordini del capo di stato maggiore dell'esercito Văn Tiến Dũng, nel nord vi erano circa 100 000 uomini pronti al combattimento, appartenenti in maggioranza ai reparti paramilitari delle guardie di frontiera e alle milizie di difesa regionale; mentre questi impegnavano i cinesi lungo la frontiera, i reparti regolari vietnamiti iniziarono ad allestire una linea di difesa attorno ad Hanoi, anche se dopo i primi rovesci furono rapidamente inviati in prima linea.
Nel corso dei primi cinque giorni le forze cinesi riuscirono a travolgere le difese avanzate dei paramilitari vietnamiti e a penetrare nell'interno, anche se al prezzo di gravi perdite: ad ovest, i reparti di Yang Dezhi presero Lao Cai e le miniere di fosforo a sud della città, mettendo in rotta la 345ª Divisione vietnamita e respingendo un contrattacco della 316ª Divisione, appena sopraggiunta; reparti dell'11º Corpo d'armata cinese si spinsero nell'interno fino alla periferia di Lai Châu, pur senza prendere la città. Ad est, la 346ª Divisione vietnamita giunse in rinforzo dei paramilitari che difendevano Cao Bang, ma il 27 febbraio la città cadde in mano ai cinesi; duri combattimenti si ebbero mentre i reparti cinesi del 55º e del 43º Corpo d'armata cercavano di aprirsi la strada verso Lang Son, scontrandosi con la sopraggiunta 3ª Divisione "Stella d'oro" vietnamita: il 24 febbraio i cinesi presero la cittadina di Dong Dang, e tre giorni più tardi iniziarono uno sbarramento di artiglieria contro la stessa Lang Son.
Entrambi i contendenti iniziarono ad ammassare forze attorno a Lang Son: un ponte aereo organizzato dall'aviazione vietnamita, la quale si avvalse anche di aerei da trasporto Lockheed C-130 Hercules catturati nel Vietnam del Sud, fece affluire quattro divisioni dalla Cambogia, anche se il grosso di queste forze fu trattenuto per difendere l'ultima linea di resistenza prima di Hanoi. Dopo aver interrotto le strade principali che conducevano in città, il 2 marzo i cinesi iniziarono l'avanzata verso Lang Son: pesanti combattimenti casa per casa si verificarono tra i cinesi e i reparti della 3ª Divisione "Stella d'oro" arroccati in città, prima che questa capitolasse il 4 marzo seguente. I cinesi estesero le loro conquiste alle alture a sud di Lang Son e alla cittadina di Sapa, ma le pesanti perdite e il passaggio dei vietnamiti a tattiche di guerriglia invece degli scontri in campo aperto fecero desistere l'Esercito Popolare di Liberazione dal portare a fondo il suo attacco; il 6 marzo il governo cinese annunciò pubblicamente la fine della sua offensiva e diede l'ordine ai suoi reparti di iniziare una ordinata ritirata verso il confine, sostenendo di aver raggiunto tutti gli obiettivi prefissati. Dopo aver provveduto a distruggere sistematicamente le infrastrutture esistenti nei territori conquistati, le truppe cinesi rioltrepassarono il confine il 16 marzo, ponendo fine alla guerra.

## Conseguenze
Entrambe le parti rivendicarono la vittoria nel breve conflitto, sebbene di fatto non si fossero verificati mutamenti territoriali o nei rapporti tra le due nazioni. Le operazioni vietnamite in Cambogia non subirono sostanziali cambiamenti, anche se Pechino riuscì a mobilitare l'opinione internazionale contro le azioni del governo di Hanoi, spingendolo in un relativo isolamento ed impedendo il riconoscimento diplomatico del regime della Repubblica Popolare di Kampuchea al di fuori del blocco sovietico; la Cina sfruttò il conflitto cambogiano per migliorare i suoi rapporti con gli Stati Uniti e i paesi dell'ASEAN, mentre al contrario il Vietnam venne spinto a dipendere sempre di più dall'assistenza dell'URSS. Hanoi si legò al declinante sistema economico di tipo sovietico, mentre a Pechino Deng Xiaoping inaugurò una stagione di riforme destinate ad avere un profondo impatto sulla futura crescita economica della Cina.
I rapporti tra Cina e Vietnam rimasero a lungo tesi: un considerevole apparato militare fu mantenuto dai due contendenti lungo entrambi i lati della frontiera; scaramucce, incursioni e bombardamenti tra i due contendenti continuarono per tutti gli anni ottanta, e il 14 marzo 1988 unità navali cinesi e vietnamite si scontrarono al largo del Johnson South Reef, nelle Spratly. Solo con il definitivo ritiro delle forze vietnamite dalla Cambogia nel 1989 e con il crollo dell'URSS nel 1991 le relazioni tra Pechino e Hanoi iniziarono a migliorare: nel 1999, dopo lunghe negoziazioni, i due paesi siglarono un trattato per la delimitazione dei rispettivi confini, anche se il nodo delle Spratly e delle vicine isole Paracelso rimase irrisolto; nel 2007 l'annuncio della costruzione di una ferrovia tra Hanoi e Kunming contribuì ad allentare la tensione tra le due nazioni, oltre a prefigurare l'inizio di una collaborazione di tipo economico tra i due governi.